# Iphigénie en Aulide (Gluck)
Iphigénie en Aulide és una òpera en tres actes de Christoph Willibald Gluck, amb llibret de Marie-François-Louis Gand-Leblanc du Roullet, basat en Iphigénie en Aulide de Jean Racine. S'estrenà al Opéra National de Paris el 19 d'abril de 1774.
A partir del 1773, Gluck fou ajudat econòmicament per Maria Antonieta d'Àustria, reina de França i esposa de Lluís XVI, i que havia rebut les seves classes a la cort vienesa. Aquestes aportacions econòmiques li permeteren realitzar cinc viatges a França, on compongué diverses òperes i obtingué l'aprovació del públic. Col·laborà en aquest temps amb el llibretista Lebland du Roullet, amb qui emprengué una campanya per aconseguir que les òperes en llengua francesa fossin considerades com a obres de primer nivell, el qual semblava pertànyer en exclusiva a l'òpera italiana, i també iniciaren un procés per a dotar les composicions operístiques d'un caràcter d'universalitat, segons la concepció de pensament de la Il·lustració francesa. D'aquesta entesa sorgí l'òpera Iphigénie en Aulide, que gaudí d'un gran èxit.